# František Filipovský
František Filipovský, född 23 september 1907 i Prelouc, Böhmen, Österrike-Ungern, död 26 oktober 1993 i Prag, Tjeckien, var en tjeckisk skådespelare. Han medverkade i en stor mängd teateruppsättningar, filmer, TV-serier och radioteater. Han var också en uppskattad dubbningsskådespelare och blev särskilt känd för sin rösttolkning av Louis de Funès. Under åren 1945-1992 var han fast medlem av Prags Nationalteater.
Han är far till skådespelaren och sångaren Pavlína Filipovská.

## Filmografi, urval
- 1934 – Hej-rup!
- 1937 – Oskuld
- 1946 – Att leva är underbart
- 1952 – Haseks berättelser från den gamla monarkin
- 1952 – Kejsarens bagare
- 1953 – Blodets hemlighet
- 1963 – Om någonting annat
- 1970 – Kometen
- 1971 – Mord på Hotell Excelsior
- 1972 – Flicka med kvast
- 1975 – Pan Tau (TV-serie)
- 1976 – Marečku, podejte mi pero!
- 1978 – Hur man väcker prinsessor
- 1979 – Det nionde hjärtat
- 1980 – Arabela (TV-serie)